# Euagathis robusta
Euagathis robusta är en stekelart som beskrevs av Van Achterberg och Chen 2002. Euagathis robusta ingår i släktet Euagathis och familjen bracksteklar. Inga underarter finns listade i Catalogue of Life.